# Драмме, Янкуба
Янкуба Драмме (англ. Yankuba Drammeh) — генерал-лейтенант, гамбийский военный, который в настоящее время является начальником штаба обороны Гамбии.

## Военная карьера
Военная карьера началась в 1985 году.
Во время государственного переворота 1994 года, совершенного Яйя Джамме, Драмме был младшим лейтенантом армии Гамбии. Как и многие другие офицеры, не участвовавшие в перевороте, он содержался в Центральной тюрьме Майл II, но позже был освобожден и восстановлен в своей прежней роли.
Драмме был бригадным генералом и заместителем начальника штаба обороны до своего увольнения из армии 30 ноября 2009 года. Он был арестован и содержался под стражей во время изучения связей из-за предполагаемой попытки государственного переворота. С него были сняты все обвинения, и 2 декабря 2009 года он был восстановлен в должности генерала-майора.
29 июня 2015 года Драммех был снова восстановлен в звании генерал-майора и заместителя начальника штаба обороны, заняв должность, которая оставалась вакантной после увольнения Сайку Секкана в 2013 году. Во время президентской избирательной кампании 2016 года редакционная статья в The Gambia Echo отметила близость Драммеха к кампании Джамме, спросив, почему критики «совершенно не обращали внимания на близость генерала Драмме» к Джамме. В марте 2020 года он был назначен CDS.

## Дипломатическая карьера
Карьера дипломата началась в 2010 году. После первых 25 лет военной службы его отправили на дипломатическую. Он работал в качестве заместителя главы миссии в посольстве Гамбии в Турции в период с мая 2010 по апрель 2012. После возвращения был отправлен в постоянное представительство Гамбии при ООН, а также был назначен заместителем постоянного представителя. В это должности он проработал в период с апреля 2012 по май 2015.